# Guillaume Tusseau
Guillaume Tusseau es un constitucionalista y politólogo francés, profesor universitario en el Instituto de Estudios Políticos de París. 

## Biografía
Guillaume Tusseau realizó sus estudios superiores en el Instituto de Estudios Políticos de Toulouse y en la Universidad de París X Nanterre. Se graduó en derecho público en 2004 y terminó la carrera.
Fue nombrado en 2009 como profesor universitario en la facultad de derecho del Instituto de Estudios Políticos de París.
Guillaume Tusseau obtuvo en 2020-2021 el premio del libro jurídico por su obra Contentieux constitutionnel comparé. Une introduction critique au droit processuel constitutionnel (en Español: Litigios constitucionales comparados. Una introducción crítica al derecho procesal constitucional). 
A menudo responde a solicitudes de los medios de comunicación sobre la actividad institucional internacional. 
Es parte de una de las “comisiones para la admisión de solicitudes competentes respecto de los magistrados de sede”. 

## Obras
- Jeremy Bentham et le droit constitutionnel, 2001
- Droit constitutionnel et institutions politiques, con Olivier Duhamel, Seuil, 2013
- The Legal Philosophy and Influence of Jeremy Bentham, Routledge, 2014
- Contentieux constitutionnel comparé. Une introduction critique au droit processuel constitutionnel, Lextenso, 2021
- Comparative executive power in Europe, con Marcel Morabito, Routledge, 2023